# Babs Shanton
Georgia "Babs" Shanton (17 de junio de 1912 – 1947) fue una intéprete puertorriqueña-estadounidense de las Ziegfeld Follies y cantante de la Lucky Strike Dance Orchestra. Fue modelo de la firma de John Robert Powers, siendo una "Powers Girl"  que a principios de los años treinta aparecía en muchos anuncios impresos.

## Vida personal
Shanton nació en Puerto Rico, hija de George y Margaret Shanton. Llegó a Estados Unidos con 10 años, a la Isla Ellis, el 27 de noviembre de 1922. Estudió en el Florida State College for Women de Tallahassee, Florida. Se casó con Marshall Heminway. Tuvieron un hijo, Marshall, y vivieron en la ciudad de Nueva York. Más tarde, en 1941, se casó con Townshend Martin, con quien tuvo dos hijos, Michael y Alan.